# Керубин, Николо
Николо Керубин (итал. Nicolò Cherubin; 2 декабря 1986, Виченца, Италия) — итальянский футболист, игравший на позиции защитника.

## Карьера
Керубин начинал карьеру профессионального футболиста в итальянском клубе «Читтаделла» из Серии С1. Официальный дебют игрока за клуб состоялся в сезоне 2003/04 в матче с «Луккезе». В следующем сезоне защитник не сыграл ни одного матча в чемпионате, но в сезоне 2005/06 стал попадать в основной состав команды. В сезоне 2006/07 Керубин был игроком основы в «Читтаделле»: он провёл 31 матч из 34 в Серии С1 и забил 2 гола в играх с «Монцей» и «Луккезе».
Летом 2007 года Керубин перешёл в клуб «Реджина», который на тот момент выступал в высшем дивизионе Италии. 7 октября 2007 года футболист дебютировал в Серии А, выйдя на поле в матча с «Палермо». После этого он провёл ещё 5 матчей в чемпионате и 3 в Кубке Италии. 31 января 2008 года итальянский защитник был отдан в аренду в клуб «Авеллино» из Серии В. Там он пробыл до конца сезона 2007/08, сыграв 8 матчей.
После возвращения Керубина из аренды руководство «Реджины» не стало продлевать с ним контракт, поэтому футболист принял решение вернуться в «Читтаделлу», которая поднялась из Серии С1 в Серию В. За эту команду он выступал в сезонах 2008/09 и 2009/10. В июле 2010 года он перешёл в «Болонью» за 1,5 млн евро.